# Lazarev Krst
Lazarev Krst este un sat din comuna Danilovgrad, Muntenegru. Conform datelor de la recensământul din 2003, localitatea are 48 de locuitori (la recensământul din 1991 erau 89 de locuitori).

## Demografie
În satul Lazarev Krst locuiesc 42 de persoane adulte, iar vârsta medie a populației este de 47,0 de ani (49,4 la bărbați și 45,0 la femei). În localitate sunt 22 de gospodării, iar numărul mediu de membri în gospodărie este de 2,18.
Populația localității este foarte eterogenă.
|  |

| Demografie | Demografie | Demografie |
| An         | Locuitori  | Locuitori  |
| ---------- | ---------- | ---------- |
|            |            |            |
|            |            |            |
|            |            |            |
|            |            |            |
| 1948       | 251        |            |
| 1953       | 229        |            |
| 1961       | 186        |            |
| 1971       | 148        |            |
| 1981       | 108        |            |
| 1991       | 89         | 89         |
| 2003       | 48         | 48         |

| \| Componența etnică conform recensământului din 2003[2] \| Componența etnică conform recensământului din 2003[2] \| Componența etnică conform recensământului din 2003[2] \| Componența etnică conform recensământului din 2003[2] \| Componența etnică conform recensământului din 2003[2] \| \| ----------------------------------------------------- \| ----------------------------------------------------- \| ----------------------------------------------------- \| ----------------------------------------------------- \| ----------------------------------------------------- \| \| \| \| \| \| \| \| Muntenegreni \| Muntenegreni \| \| 30 \| 62,5% \| \| Sârbi \| Sârbi \| \| 13 \| 27,08% \| \| necunoscută \| necunoscută \| \| 2 \| 4,16% \| |              |  |    |        |
| Componența etnică conform recensământului din 2003 |              |  |    |        |
| |              |  |    |        |
| Muntenegreni | Muntenegreni |  | 30 | 62,5%  |
| Sârbi | Sârbi        |  | 13 | 27,08% |
| necunoscută | necunoscută  |  | 2  | 4,16%  |